# Nederlandsche Kultuurkamer
De Nederlandsche Kultuurkamer was een door de Duitse bezetter tijdens de Tweede Wereldoorlog ingesteld instituut, waar alle kunstenaars, architecten, schrijvers, journalisten, muzikanten, filmacteurs en podiumartiesten bij aangesloten moesten zijn om te mogen werken. Het oogmerk was de pers en de kunstenwereld onder strenge controle te houden en waar nodig te censureren. De Kamer was onderdeel van de nazificatie van de Nederlandse samenleving tijdens de bezetting.

## Aanleiding
In Duitsland zelf was op 22 september 1933 de Reichskulturkammer opgericht door propagandaminister Joseph Goebbels. Ook de Nederlandse Kultuurkamer moest ten dienste staan van de bezetter alsmede zijn nationaalsocialistische ideologie. Trefwoorden waren nationalisme, verbondenheid met land en volk, historisch besef, uitbannen van 'ontaarde, ongezonde, onnatuurlijke creativiteit' en een 'positief-Germaanse houding'. Aanmeldingen door Joden (zij die twee of meer Joodse grootouders hadden) of 'Joods-vermaagschapte' personen (zij die met personen van Joodse afkomst getrouwd waren) werden in beginsel niet geaccepteerd, hoewel de president van de Kultuurkamer ontheffing van die bepaling mocht geven.
De noodzaak van de Nederlandsche Kultuurkamer werd verwoord door haar president, de NSB-ideoloog Tobie Goedewaagen: De nieuwe ordening, waar wij nu aan toe zijn, houdt in, dat de kultuurwerker weer een deel van het volk wordt. In nationaalsocialistische kring werd aangevoerd dat de West-Europese kunstenaar na de Franse Revolutie steeds meer van zijn eigen volk vervreemd was geraakt. De kunstenaar zou sindsdien zijn eigen weg zijn gegaan, een weg die hem steeds verder wegvoerde van de volksgemeenschap. De Nederlandsche Kultuurkamer beoogde de kunstenaar terug te voeren naar die volksgemeenschap.
Wie, zonder dat zijn aanmelding bij de Kultuurkamer was geaccepteerd, toch artistieke arbeid verrichtte, riskeerde een boete van ten hoogste ƒ 5000 (omgerekend naar de waarde in 2005 is dit € 29.500).
Het Nederlandse overheidsbeleid sinds het midden van de 19e eeuw ten aanzien van de kunst was gebaseerd op Thorbeckes uitlating: “Kunst is geen regeringszaak”. De nationaalsocialisten dachten daar anders over: kunst mocht volgens hen wel degelijk door de overheid gestuurd worden. Naoorlogse kabinetten zetten de politiek van cultuurbevordering voort.

## Geschiedenis
De Kultuurkamer werd op 25 november 1941 bij verordening door de Rijkscommissaris voor het bezette Nederlandsche Gebied, Seyss-Inquart, in het leven geroepen. Zij zou bestaan uit 6 afdelingen, in nazi-/NSB-terminologie 'gilden' genoemd.
In de verordening waarmee de Kultuurkamer in het leven werd geroepen, stond dat de Kultuurkamer geacht werd te functioneren op het moment dat er twee gilden zouden zijn ingesteld. Dat bleek op 22 januari 1942 het geval te zijn. Op 30 mei 1942 volgde de officiële plechtigheid waarbij de Nederlandsche Kultuurkamer geopend werd verklaard. In de Haagse Stadsschouwburg (zoals de Koninklijke Schouwburg door de bezetter was omgedoopt) hield Goedewaagen, inmiddels ook secretaris-generaal van het Departement van Volksvoorlichting en Kunsten, een redevoering.
De organisatorische structuur van de Kultuurkamer was volgens het 'Leidersbeginsel'. Onder in de piramide zaten de verschillende kunstenaarsverenigingen, vervolgens de gildestaf met een gildeleider, daarboven de administratieve afdelingen van de Kultuurkamer met een directeur (dr. G. Hoekstra), waarboven een zaakvoerend vicepresident en een eerste vicepresident (prof. J. de Vries) stond, en tot slot stond aan de top de president van de Kultuurkamer (dr. T. Goedewaagen). De gilden en hun leiders waren:
1. Filmgilde: Jan Teunissen
2. Gilde voor Bouwkunst, Beeldende Kunsten en Kunstambacht: Jan Bakker (april - september 1942), opgevolgd door dr. ir. G.A.C. Blok
3. Gilde voor Theater en Dans: Jan C. de Vos jr.
4. Letterengilde: prof. dr. J. de Vries
5. Muziekgilde: Hendrik Rijnbergen
6. Persgilde: Max Blokzijl, in juni 1942 opgevolgd door mr. J.W. Huijts

De Kultuurkamer gaf vanaf januari 1942 een eigen tijdschrift uit: De Schouw.

## Aanmelding
De inschrijvingsprocedure voor de Kultuurkamer was nogal omslachtig, zo blijkt uit de beschrijving van historicus Willem Otterspeer. Nadat een individu, vereniging of onderneming zich had aangemeld, verzond de afdeling Ledenregistratie het Aanmeldingsformulier A. Daarop moesten gegevens worden ingevuld als personalia, inkomen, beroep, gilde en niet-joodverklaring. Na ontvangst van het ingevulde formulier werd op een cartotheekkaart ingevuld dat de aanmeldingsplicht was vervuld. Het A-formulier werd door de Ledenadministratie doorgestuurd naar het betreffende gilde, dat twee vervolgformulieren naar de aanmelder stuurde. Formulier 1 bestond uit een uitvoeriger aanmeldingsformulier en Formulier 2 was een ariërverklaring. Formulier 3 was een toelichting waarin verzocht werd de beide formulieren binnen 14 dagen ingevuld te retourneren. Vervolgens werd een dossier aangelegd en Formulier 4 naar het aspirant-lid gestuurd bij wijze van voorlopige legitimatie. Het gilde stuurde het dossier weer naar de Ledenregistratie met het advies om de aanmelder als lid aan te nemen of te weigeren. De Ledenregistratie voorzag het dossier van een registratienummer en stuurde het weer terug naar het gilde. In deze fase trad grote stagnatie op.

## Muziekgilde
Later in de oorlog moest elk orkest beschikken over een goedgekeurd repertoire om in het openbaar op te mogen treden. Het moest lid zijn van de Kultuurkamer en moest een zogenaamde 'stijlvergunning' hebben. Hiermee werd het bijvoorbeeld onmogelijk Amerikaanse muziek uit te voeren.

## Letterengilde
Eind mei 1942 waren 93 schrijvers lid, waaronder P.C. Boutens, Dirk Coster en Lodewijk van Deyssel, maar de meesten waren vrij onbekend.
Veel schrijvers weigerden lid te worden van de Kultuurkamer en konden daarom tijdens de oorlog niet doorwerken, omdat zij hun werk niet mochten publiceren. Enkele voorbeelden:
- Schrijver Walter Brandligt keerde zich fel tegen de kultuurkamer en publiceerde sinds de oprichting officieel geen boeken meer. Wel schreef hij een inleiding bij de clandestiene uitgave van een reeks zelfportretten die beeldhouwer/schilder Cor van Teeseling, die op 19 november 1942 in Soesterberg is gefusilleerd, in de dodencel had getekend. Daarnaast was hij vanaf medio 1942 als redacteur betrokken bij de uitgave van het illegale blad De Vrije Kunstenaar, een religieus en politiek onafhankelijk orgaan van Nederlandse kunstenaars, waarin de Brandarisbrief was opgenomen.
- Schrijver Jan de Hartog weigerde lid te worden van de Kultuurkamer. Zijn boeken mochten daarom niet meer herdrukt worden.
- Ferdinand Bordewijk weigerde zich aan te sluiten en mocht niet meer schrijven. Hij schreef echter toch door, onder het pseudoniem Emile Mandeau. Zijn werk Verbrande erven verscheen in 1944 onder die schuilnaam bij een clandestiene uitgeverij, De Bezige Bij.
- Toen Adriaan Roland Holst zich bij de Kultuurkamer moest aanmelden deelde hij mee zich te schikken omdat dit nu eenmaal moest door de maatregelen van de bezetting, maar stelde daarbij dat Uw afkeuring van mijn lidmaatschap door mij op hoogen prijs zal worden gesteld. Daarna moest hij onderduiken. Temeer daar hij een afschrift van het bovenstaande ook nog aan de Duitse autoriteiten stuurde met begeleidende brief waarin hij stelde dat het pas sinds kort duidelijk was dat die sich vollziehende Veränderung von Cultuur in Kultur sich auf dem Wege von Polizeimaßnahmen durchsetzen würde. Als Westeuropäer fällt es nicht leicht, sich von diesen, seiner Art fremden Auffassungen einen Begriff zu bilden.

Na de oorlog werd via een onderzoekscommissie aan een aantal Nederlandse auteurs een publicatieverbod van enkele jaren opgelegd. In deze commissie, de Eereraad voor de Letterkunde genoemd, zaten schrijvers als Martinus Nijhoff en Ferdinand Bordewijk.

## Persgilde
In tegenstelling tot veel schrijvers meldden de meeste uitgevers zich wel voor de Kultuurkamer. Een krant die door bleef gaan was bijvoorbeeld De Telegraaf en die van de bezetter uiteraard alleen maar de nazikant mocht belichten. Aanvankelijk probeerde de hoofdredactie de pro-Duitse artikelen (geschreven door NSB-journalisten die bij de krant werkten) zo veel mogelijk naar de laatste pagina van de krant te dirigeren. Dat lukte aanvankelijk ook, maar uiteindelijk werden alle leden van de hoofdredactie door de nazi's uit de Telegraaf-redactie gewerkt. Wat overbleef was een volledig door de Duitsers gecontroleerde redactie en een pro-Duitse krant. In reactie daarop ontstonden verschillende illegale uitgeverijen, zoals De Bezige Bij.

## Gilde voor Theater en Dans
Artiesten uit de amusementswereld probeerden zich over het algemeen niet aan aanmelding te onttrekken. Velen stonden zelfs positief tegenover de oprichting van de Kultuurkamer. Gedurende de jaren dertig was het aantal variétéartiesten in Nederland namelijk fors toegenomen. Onder de nieuwelingen bevonden zich veel personen wier vakbekwaamheid door hun collega's in twijfel werd getrokken. De Kultuurkamer werd onder andere opgericht onder het mom dat ze dergelijke 'beunhazerij' zou tegengaan.
Als verzachtende omstandigheid voor het gebrek aan verzet onder amusementsartiesten werd na de oorlog ook wel aangevoerd dat de meesten van hen het vak van artiest als enige broodwinning hadden. Ook zou het voor hen, door de lichtvoetige aard van hun kunst, eenvoudiger zijn geweest om zich verre van politieke stellingname te houden.
Wim Sonneveld verwoordde zijn motivatie na de bevrijding in een theatervoorstelling als volgt:
Ik heb altijd gewoon gedacht: als het publiek nog eens een ogenblik z'n misère-van-alledag-van-bonnen-en-oorlog-en-concentratiekampen vergeten kan, dan draagt het diezelfde misère de volgende dag een beetje gemakkelijker. Die twee dingen heb ik geprobeerd te combineren, Kultuurkamer of geen Kultuurkamer.
Het publiek scheen die opvatting te delen: oproepen in illegale verzetskrantjes om niet naar amusementsvoorstellingen te gaan hadden geen merkbaar effect. Onder de theaterartiesten die zich wél aan aanmelding onttrokken waren Albert van Dalsum, Fien de la Mar, Hans Tiemeijer en Joop Doderer.